# Metazygia chicanna
Metazygia chicanna là một loài nhện trong họ Araneidae.
Loài này thuộc chi Metazygia. Metazygia chicanna được Herbert Walter Levi miêu tả năm 1995.